# Xilocopa
Xylocopa és un gènere d'himenòpters de la família dels àpids. És l'únic gènere de la tribu Xylocopini. Són conegudes també com a abelles de la fusta com indica la traducció del seu nom científic. Són abelles de mida relativament grossa, piloses i de distribució cosmopolita però principalment diverses en climes tropicals i subtropicals. Una espècie, Xylocopa violacea, és freqüent als Països Catalans.
Hi ha unes 469 espècies dividides en 31-51 subgèneres o en només tres subgèneres segons el criteri dels taxonomistes.

## Història natural
El nom Xilocopa deriva del seu hàbit de fer els nius a la fusta en descomposició (excepte en el subgènere Proxylocopa, que el fan a terra). En diverses espècies les femelles viuen amb les seves filles o germanes fent una mena de grup social. Fan servir trossos de fusta per a fer particions en les cel·les del niu. Algunes espècies fan túnels a la fusta prop de la superfície.
Les espècies de Xylocopa són importants pol·linitzadors i fins i tot pol·linitzadors obligats d'algunes plantes com Passiflora incarnata. Altres espècies prenen nèctar sense fer la pol·linització, com en el cas de flors de corol·la profunda on la seva llengua no hi arriba.

## Algunes espècies
- Xylocopa violacea - comú als Països Catalans
- Xylocopa virginica
- Xylocopa micans
- Xylocopa varipuncta
- Xylocopa tabaniformis
- Xylocopa californica

## Galeria

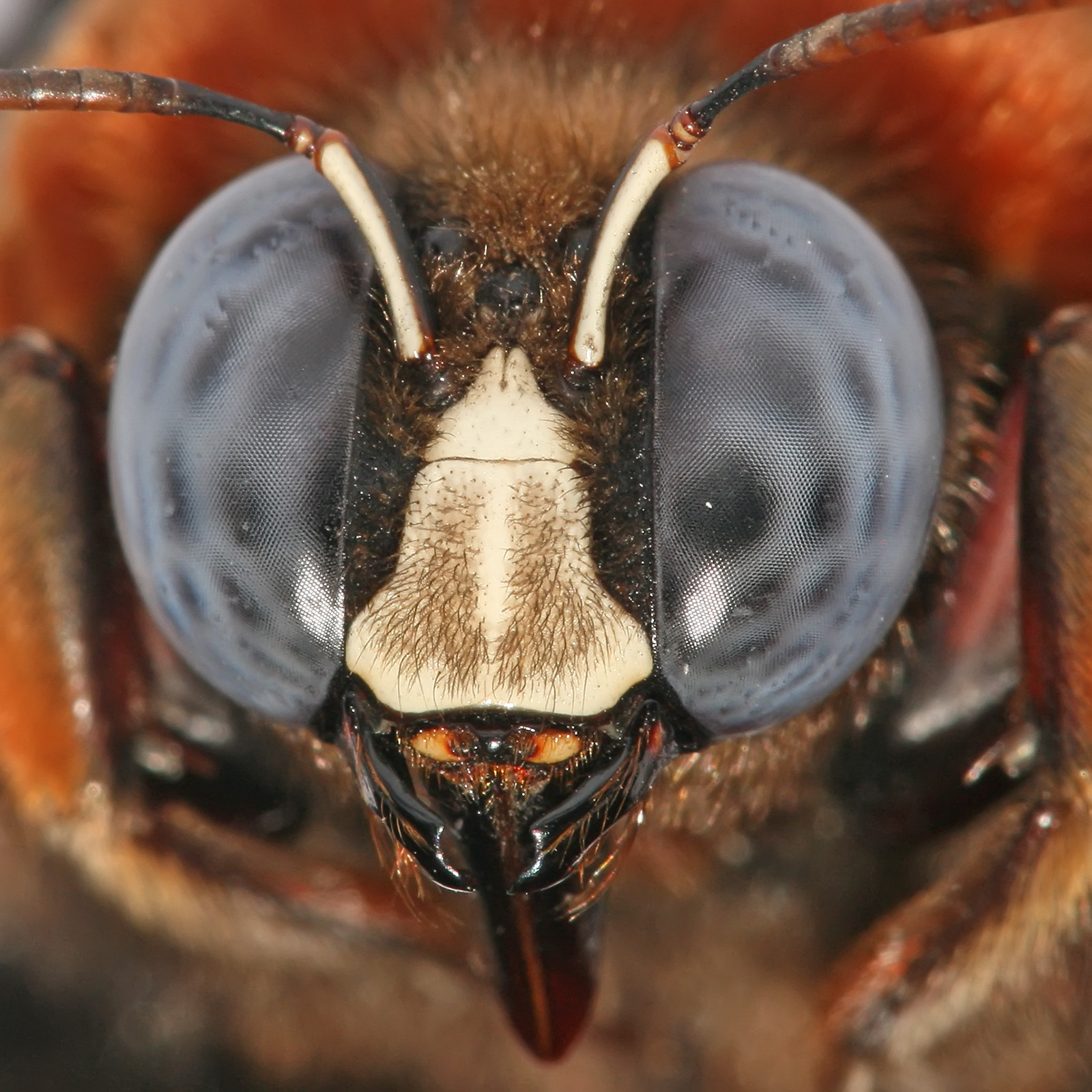
Les xilocopes tenen grans ulls compostos
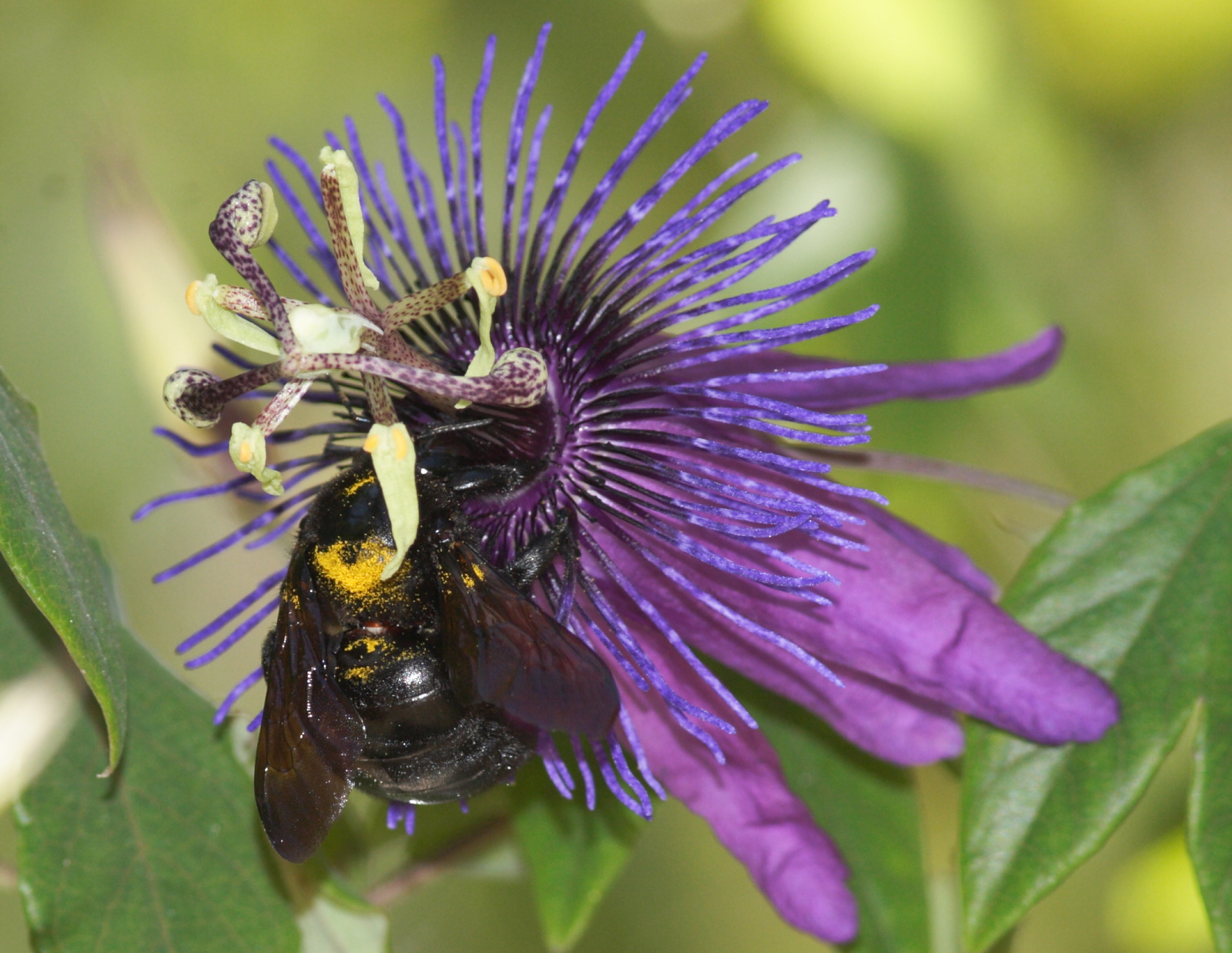
Una femella alimentant-se de Passiflora.
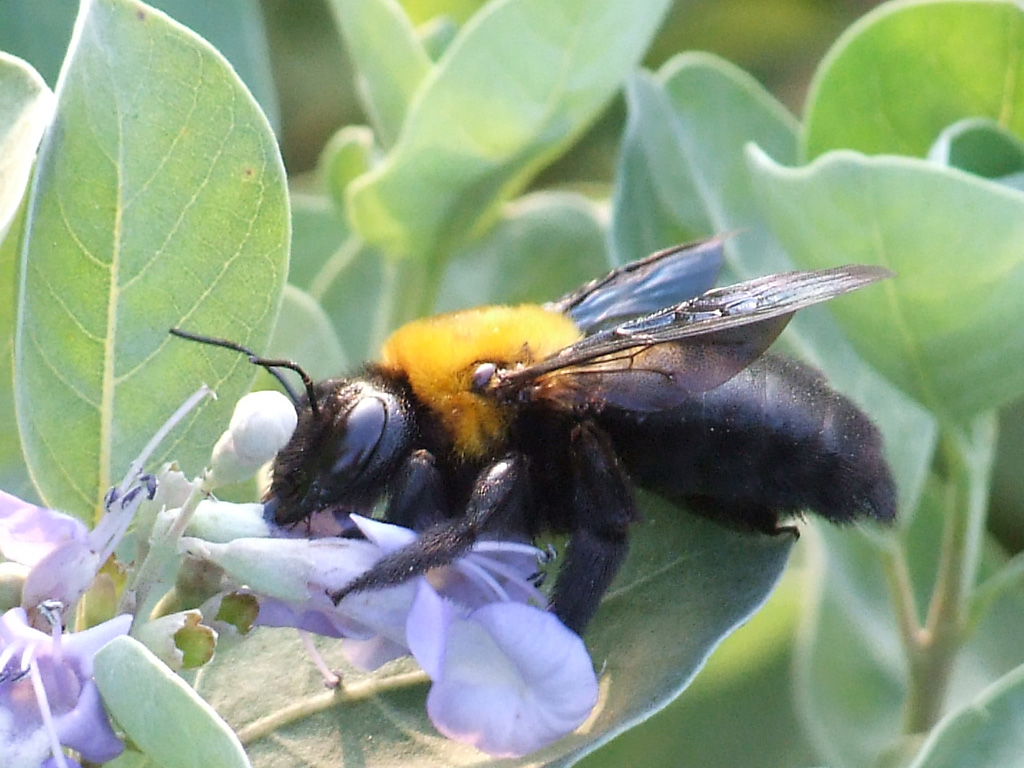
xilocopa japonesa
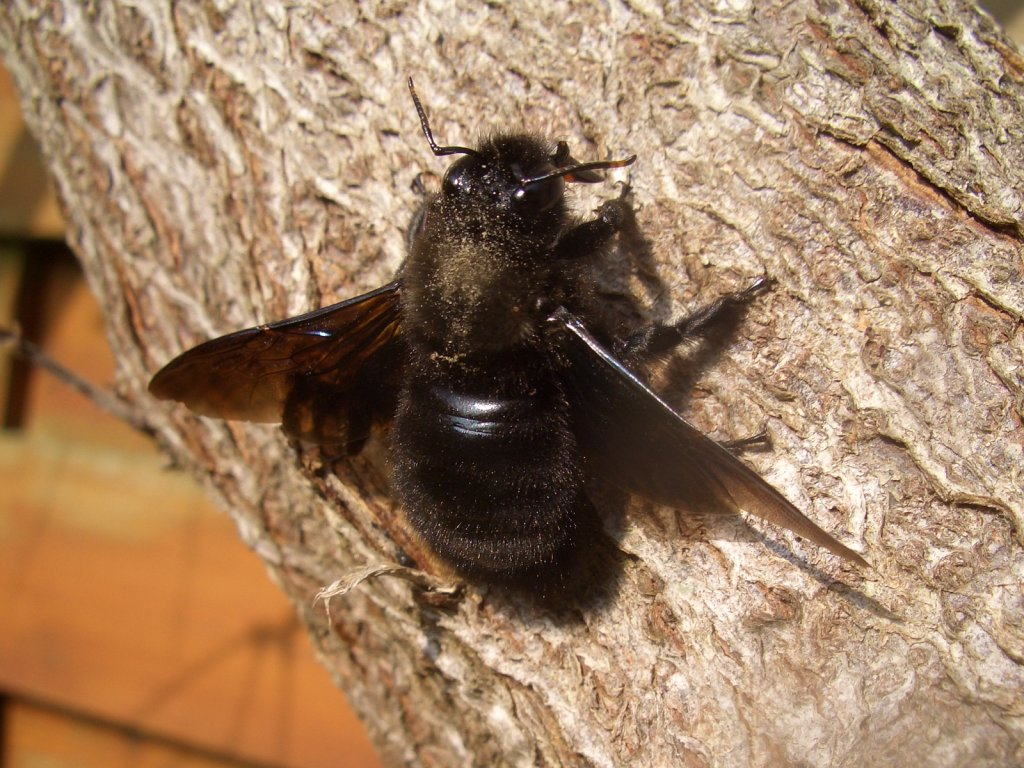
Xylocopa violacea a Europa
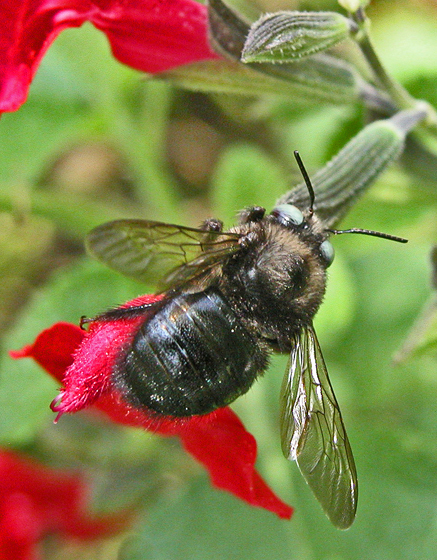
Carpenter bee (X. tabaniformis) en Salvia
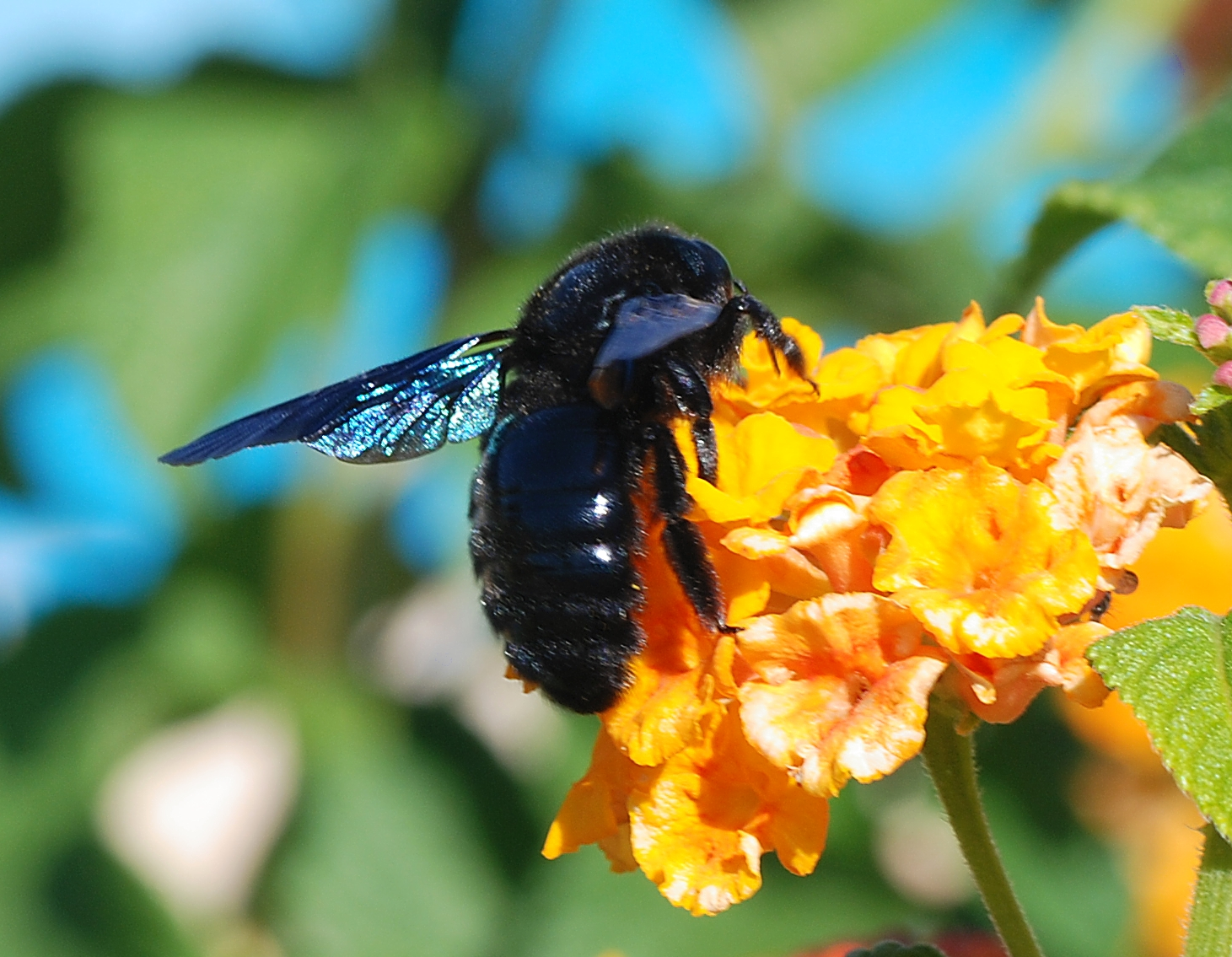
X. violacea sobre Lantana camara
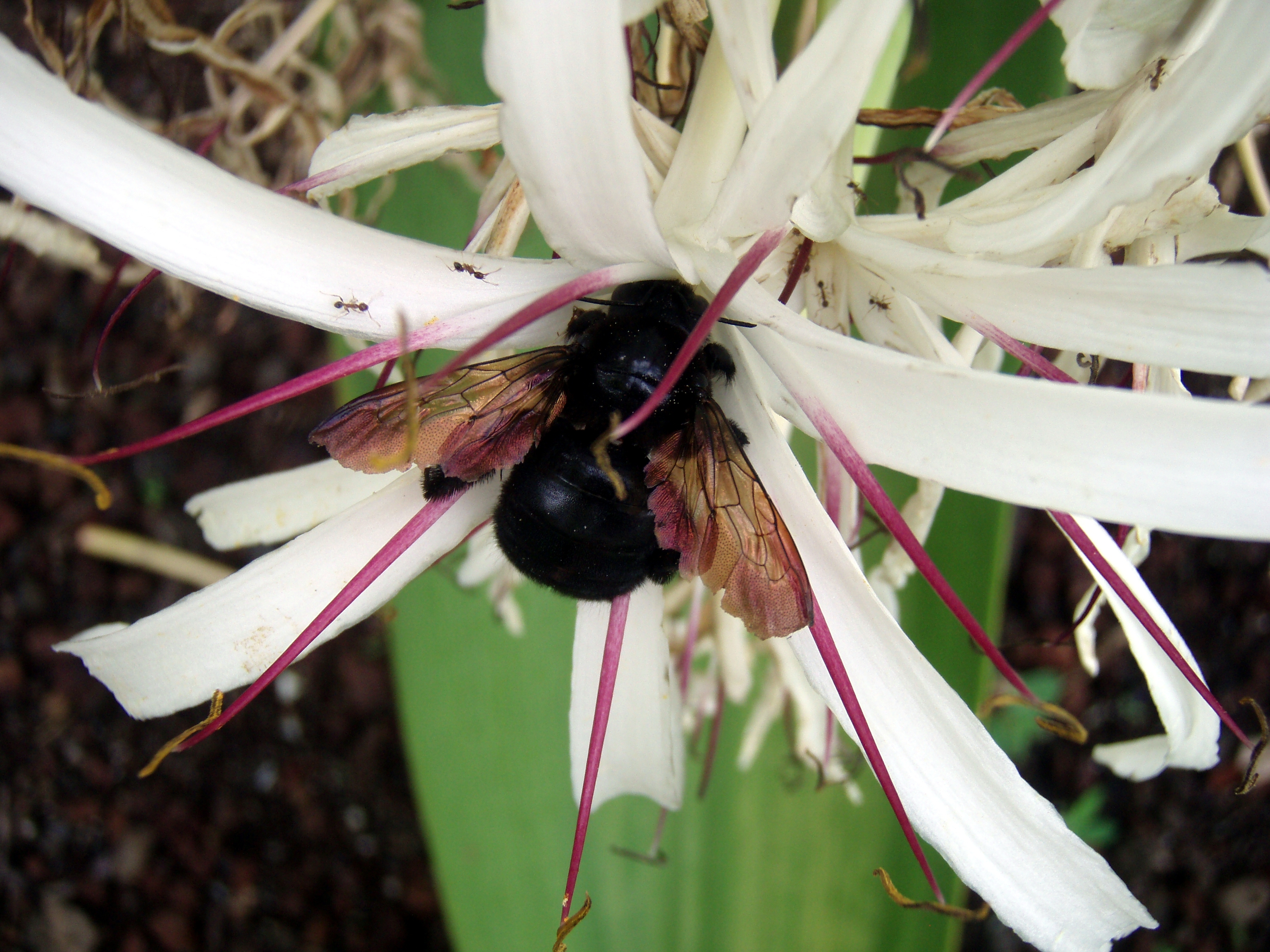
Xylocopa sonorina
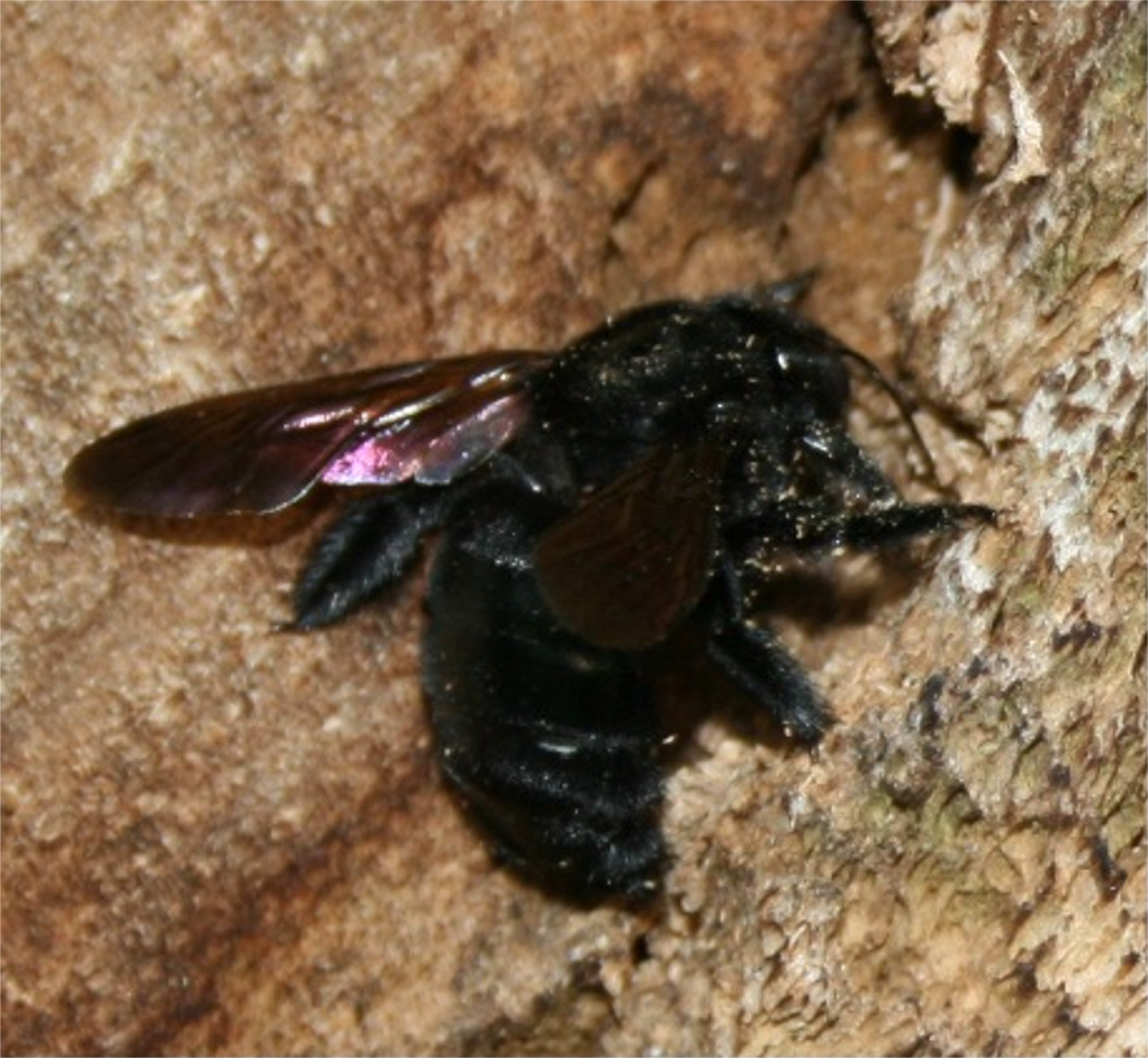
Xylocopa sonorina treballant